# Riella
Riella è un genere della famiglia delle epatiche Riellaceae che comprende circa diciotto specie.  Le piante di questo tipo sono piccole e crescono sommerse in pozze temporanee poco profonde. Sebbene siano ampiamente distribuite nell'emisfero settentrionale, l'individuazione delle popolazioni è spesso difficile: la loro presenza è sporadica, locale e le minuscole piante sono effimere. Le spore ornate rimangono vitali per diversi anni, consentendo alle piante di sopravvivere all'essiccazione annuale del loro habitat. Nonostante tutto sono comunque facilmente coltivate in colture di laboratorio.

## Descrizione
Le piante di Riella sono piccole, di solito 2 pollici (5,1 cm) o meno, e il loro tallo ha un aspetto simile ad un'alga immatura. Sono costituite da uno stelo comunemente biforcuto e si presentano di un verde brillante. Il fusto ha una sottile lamina dorsale ondulata che, essendo su un solo lato, gli conferisce un aspetto asimmetrico. Un'altra specie, la Riella bialata algerina, si presenta con due ali lungo i suoi steli invece della solita lamina singola. Generalmente la lamina ha uno spessore di un solo strato di cellule a parete ed costituita da clorofilla.
Il fusto centrale presenta piccole squame fogliari in tre serie lungo i suoi aspetti laterali e ventrali.  Le squame fogliari sono dimorfiche e contengono cellule oleose sparse, con un unico corpo oleoso per cellula.  La Riella è quindi l'unico membro del suo ordine con cellule a olio, sebbene altri generi nella classe Marchantiopsida le abbiano comunemente.

## Distribuzione
Le popolazioni di Riella sono sporadiche e limitate solo a poche località spesso caratterizzate da un'estate secca e da un invero umido e mite, crescono principalmente come piante acquatiche sommerse in acque dolci o salmastre. Prima del 1900 si pensava che si trovassero solo nelle regioni intorno al Mediterraneo ma, le prime raccolte al di fuori di questa regione, furono pubblicate nel 1902 quando Porsild disse di averne trovato alcune in Kazakistan.  Altri tre esemplari provenienti dagli Stati Uniti furono segnalati nel 1903, sebbene uno di questi fosse stato raccolto molto prima, nel 1855.  Da quel momento, furono anche segnalate popolazioni aggiuntive nel Sud Africa, nell'Argentina meridionale e nell'Australia sudorientale.

## Classificazione
Il genere Riella fu pubblicato per la prima volta nel 1852 da Camille Montagne. I biologi moderni classificano le Riellaceae, insieme alla famiglia Sphaerocarpaceae, nell'ordine delle Sphaerocarpales. Le 19 specie di Riella si distinguono in base alla morfologia delle spore o degli involucri archegoniali, poiché i gametofiti possiedono pochi caratteri distintivi non riproduttivi.